# Glennkill
Glennkill ist der im August 2005 im Goldmann Verlag erschienene Erstlingsroman der deutschen Schriftstellerin Leonie Swann. Das Buch war über mehrere Jahre hinweg ein Bestseller, die Taschenbuchausgabe hielt sich 2007 mehrere Monate an Platz eins der im Auftrag des Spiegel ermittelten Bestsellerliste. Eine Besonderheit des Krimis liegt darin, dass die in Irland spielende Geschichte aus der Perspektive von Schafen erzählt wird.

## Handlung und Figuren

### Inhalt
Der Schäfer George Glenn wird eines Morgens mit einem Spaten erstochen auf seiner Weide gefunden. Seine Schafe beschließen, den Mörder zu finden, den sie sich als menschlichen Wolf vorstellen. Dabei werden sie inspiriert von einem Krimi, den ihnen der Schäfer einmal vorgelesen hat. Zunächst verdächtigen sie den Metzger Ham, der ihnen Angst macht, und den örtlichen Pfarrer, den sie „Gott“ nennen, weil er die Menschen in seiner Kirche in Gottes Haus begrüßt.
In der Nacht versuchen ein paar Männer, in Georges Schäferwagen einzubrechen, und sprechen von „Gras“, was die Schafe angesichts der Überfülle von Gras auf der Weide sehr verwirrt. Am nächsten Morgen treibt der andere Schäfer des Dorfes, Gabriel, seine Herde auf die Weide und übernimmt auch das Hüten von Georges Herde. Schnell wird klar, dass auch er nur in den Wagen gelangen möchte. Ein Mann aus dem Dorf bringt ihm schließlich den Schlüssel, den er bei Georges Witwe gefunden hatte, doch bevor sie den Wagen aufschließen können, stiehlt eine Elster den Schlüsselbund und fliegt davon.
Am selben Tag erscheint auch eine unbekannte Frau auf der Wiese, die die Schafe wegen ihres roten Kleides die „rote Frau“ nennen und anhand ihres Geruchs als die Tochter von George identifizieren. Sie ist in Begleitung der barmherzigen Beth – der Nonne aus dem Dorf. Sie picknicken und die rote Frau erkundigt sich nach George. Beth lädt sie ein, abends bei ihr vorbeizukommen, dann könnten sie sich in Ruhe unterhalten. Die Schafe, die das Gespräch belauschen, entsenden eine Expedition zum Gespräch, bestehend aus Mopple the Whale, dem einzigen Schaf mit einem guten Gedächtnis, dem schwarzen Othello mit den vier Hörnern und Miss Maple, dem klügsten Schaf der Herde. Sie erfahren, dass die rote Frau Rebecca heißt und dass Beth glaubt, im Dorf stimme etwas nicht. Sieben Jahre zuvor sei sie im Ausland gewesen und als sie zurückkam, sei alles anders gewesen. Als Mopple plötzlich eine Kolik erleidet, weil er von den Geranien aus Beth’ Blumentopf naschte, sind die Schafe  abgelenkt und können dem Gespräch nicht weiter folgen.
Der nächste Morgen bringt einige Verwirrung mit sich: der Leitwidder Sir Richfield steht auf einmal in doppelter Ausführung auf der Weide. Nach einem kurzen Intermezzo, während dessen die halbe Herde auf dem Rücken liegt, die Beine in die Luft streckt und blökt, stellt sich heraus, dass es sich um Richfields Zwillingsbruder Melmoth handelt, der noch als Lamm verschwunden war. Melmoth erzählt von der Nacht, in der er verschwand. George und der Metzger hatten versucht ihn wieder einzufangen. Auf der Flucht hatte Melmoth in einem Steinbruch Geröll losgetreten, woraufhin eine Leiche zum Vorschein kam. Es war McCarthy, genannt „Wiesel“, aus dem Dorf, der offenbar erstochen und mit einem Spaten erschlagen worden war. Ham stellte fest, dass die Leiche mindestens drei Tage alt war. Verdächtigerweise hatte am Vormittag noch mehrere Kunden in seiner Metzgerei behauptet, am Vorabend mit dem Toten im Pub gewesen zu sein. Diese Menschen müssen mit dem Mord zu tun haben. Als George und Ham bemerken, dass jemand sie belauscht hat, entscheiden sie, die Videoaufnahmen aus der Metzgerei, die die verräterischen Aussagen beinhalten, zu kopieren und zur Sicherheit bei einem Anwalt zu hinterlegen.
Später belauschen die Schafe ein Gespräch zwischen Ham und Gott, in dem Gott sich wundert, dass ihm dieses Mal niemand den Mord gebeichtet hatte. Maple glaubt, dass die Menschen dieses Mal nicht als Herde gehandelt hätten und sich gegenseitig misstrauten. Gabriel sei der Leitwidder der Menschenherde. Sie entscheiden, ihn loszuwerden, indem sie ihm vorspielen, an der hochansteckenden Scrapie-Krankheit erkrankt zu sein. Aus Angst um seine eigene Schafherde verschwindet Gabriel.
Bei der Testamentseröffnung später an diesem Tag, zu der die Schafe ebenfalls gehen, stellt sich heraus, dass die Weide Rebecca zufällt und Georges Geld den Schafen, was allgemeine Verwirrung hervorruft. Rebecca möchte in den Wohnwagen ziehen, also überredet Melmoth die Elster, den Schlüssel zurückzugeben. Außerdem locken die Schafe Rebecca zum Versteck auf der Weide, in dem George seine Päckchen versteckt, die sich als das ominöse Menschengras herausstellen. George fungierte als Schmuggler für ein Syndikat, indem er die Päckchen unter die Schafe band, wenn sie die Weide wechselten.
Abends liest Rebecca den Schafen eine Geschichte vor, in der die Geister der Toten ihre Mörder verfolgen. Miss Maple wird klar, dass Beth von Georges Geist verfolgt wird: beim Picknick konnte sie vor Angst nichts essen und den Schäferwagen konnte sie auch nicht betreten. Die Schafe entscheiden, Beth beim Smartest Sheep of Glennkill Contest bloßzustellen und inszenieren ein kleines Theaterstück. Zwar verstehen die Menschen nicht, was das Stück darstellen soll, aber als der Metzger Mopple einfangen will und durch den halben Pub jagt, lässt dieser seine Requisite fallen, ein Taschentuch, das Beth George einmal geschenkt hat. Beth hebt es auf und gesteht: George wollte sich umbringen und kam zu Beth, um sich zu verabschieden. Um es nach Mord aussehen zu lassen, damit George ordentlich beerdigt würde, entschloss Beth sich, ihm zu helfen. George hatte die Idee mit dem Spaten. Er vergiftete sich selbst.
Die Schafe haben zwar ein Problem mit dem Konzept eines Selbstmordes, den sie für etwas äußerst dummes halten, geben sich schließlich aber mit der Erklärung zufrieden, der Wolf befinde sich im inneren des Menschen.

### Die Schafe
Miss Maple ist das klügste Schaf der Herde. Sie bekam ihren Namen, weil sie Schäfer George als Lamm den Ahornsirup (engl. maple syrup) vom Brot stahl.
Othello ist ein schwarzer Widder mit vier Hörnern, der früher im Zirkus lebte. Somit ist er das welterfahrenste Schaf der Herde. George hatte vorgesehen, dass Othello als  neuer Leitwidder die Herde bei der Europareise anführen würde.
Mopple the Whale ist das einzige Schaf mit einem guten Gedächtnis, denn er vergisst nie etwas, wenn er es sich einmal merkt. Er ist das verfressenste Schaf der Herde und als einziges Schaf zudem kein Wollschaf, sondern eine Fleischrasse; George hat ihn gekauft, um „frisches Blut“ in die Herde zu bringen.
Sir Richfield ist der Leitwidder. Er ist ein bisschen taub und ein bisschen dement. Die Schafe glauben, er habe ein Loch, und seine Gedanken liefen aus. Mopple fürchtet, das sei ansteckend.
Melmoth, Richfields Zwillingsbruder, verschwand, als beide noch jung waren, spurlos aus der Herde.
Cloud ist das wolligste Schaf.
Zora gehört zu den jüngeren Schafen und ist das mutigste Schaf der Herde.
Das Winterlamm hat noch keinen Namen, da es noch zu jung ist. Die Schafe empfinden das Winterlamm allgemein als unheimlich, weil es zur falschen Jahreszeit geboren wurde.

## Rezeption

### Kritik
In der FAS wurde konstatiert, der Roman könne als eine Krimi-Persiflage gelten, zumal sich die Autorin unterschiedlicher literarischer Versatzstücke bediene, unter anderem aus bekannten Werken der Literaturgeschichte und aus der Theologie.
Kritisch merkte Ursula März in einer glossenartigen Kritik in der Zeit an, dass die Sprache eher, den Protagonisten des Romans entsprechend, „einfach und bescheiden“ sei und es dem Roman an Tiefe mangele. Der Erfolg des Romans wird hier letzten Endes auf die Tatsache zurückgeführt, dass es sich bei den Protagonisten ausgerechnet um Schafe handelt.

### Wirkungsgeschichte
Das Buch wurde über 1,5 Millionen Mal allein in Deutschland verkauft und in 30 Sprachen übersetzt. Die erste Lizenz für die Veröffentlichung in anderen Ländern ging, für einen Debüt-Kriminalroman ungewöhnlich, nach Großbritannien.
Im August 2006 erschien der Krimi als ein von Andrea Sawatzki gesprochenes Hörbuch. Sowohl Leonie Swann als auch Sawatzki erhielten gute Kritiken für ihre Arbeit. So habe Swann einen Schreibstil, der laut NDR Kultur „flott, mit Witz, poetischem Feingefühl und philosophischer Tiefe“ erzählt sei. Laut Radio Eins Bremen habe Sawatzki das Buch „hinreißend gelesen“.

#### Geplante Verfilmungen
Für die Zukunft wurde eine Verfilmung des Romans vom Unternehmen UFA Cinema angekündigt. Eine Verfilmung für den US-Markt wurde aufgrund der komplizierten Rechtslage zunächst von amerikanischer Seite aus verworfen, nachdem der Produzent Scott Frank und die Autoren Craig Mazin und Lindsay Doran bereits über mehrere Jahre ein Drehbuch entwickelt hatten. In einem Podcast beschrieb Mazin die Situation wie folgt:

„Die deutsche Produktionsfirma hatte die Rechte für eine deutsche Verfilmungen, aber nicht für eine amerikanische. Bevor die sich aber nicht über den deutschen Film einigen konnten, konnten wir keinen für den amerikanischen Markt machen. War der Stoff also jetzt in Entwicklung oder nicht? Zudem sollte die deutsche Version auch noch ein Trickfilm werden bla bla bla....
Und mittendrin saß dieser eine Mann, der all das rechtlich möglich machen sollte. Und der ist dann gestorben. Und irgendwann, nach zwei oder drei Jahren, dachten wir drei [Mazin, Doran und Frank] uns: ‚Lassen wir’s einfach!‘“

Schließlich arbeitete die UFA an einer Verfilmung als CGI-animierter Familien-Krimi in 3D. Mittlerweile arbeitet Mazin auch wieder am Drehbuch für die amerikanische Verfilmung.

## Fortsetzung
Im Juni 2010 erschien die Fortsetzung Garou: Ein Schaf-Thriller, auch diesmal im Goldmann Verlag. Die charakteristische Erzählperspektive wurde dabei ebenso beibehalten wie die meisten Figuren. Der Ort der Handlung liegt diesmal jedoch in Frankreich, was auch durch den Titel angedeutet wird. Das französische Wort „Loup Garou“ bedeutet Werwolf.